# Pont de Cosne-Cours-sur-Loire
Le pont de Cosne-Cours-sur-Loire est un pont suspendu enjambant la Loire situé entre la commune de Cosne-Cours-sur-Loire dans le département de la Nièvre et la commune de Boulleret dans le département du Cher, en France.

## Géographie
Le pont est situé entre les régions Centre-Val de Loire et Bourgogne-Franche-Comté et les départements du Cher et de la Nièvre joignant la ville de Cosne-Cours-sur-Loire, sous-préfecture de la Nièvre, aux villages du Sancerrois dans la Cher. Il porte côté Cher la RD955 et la rue Général de Gaulle (côté ville) et il reçoit secondairement une variante du sentier de grande randonnée 31 reliant Cosne-Cours-sur-Loire (Nièvre) à Blois (Loir-et-Cher). 

## Histoire
Des demandes de construction de pont sont mentionnées dès 1789 du fait des accidents, des crues et du prix exorbitant des bacs pratiqués par les passeurs. Napoléon Ier va faire aboutir un premier pont en bois. Parmi les premiers sur la Loire, le pont suspendu est fonctionnel en 1833.
En 1928, un premier pont en béton est construit par l’entreprise Christiani et Nielsen mais sera détruit par des bombardements en 1940. Remplacé par plusieurs passerelles provisoires de 1940 à 1960, le pont actuel, alors dit nouveau est bâti par l’entreprise spécialisée Baudin Chateauneuf et inauguré le 7 juin 1959.
Après différentes phase de diagnostic dès 2017 et une opération de pesage des suspentes tenant le tablier en août 2022, une vaste rénovation du pont se profile à l'horizon fin 2023 - début 2024.

## Caractéristiques
C'est un pont droit routier à double voie long d'environ 293 m, composé de poutrelles métalliques reposant sur deux piles en maçonnerie dans le fleuve et deux en entrée.

## Galerie

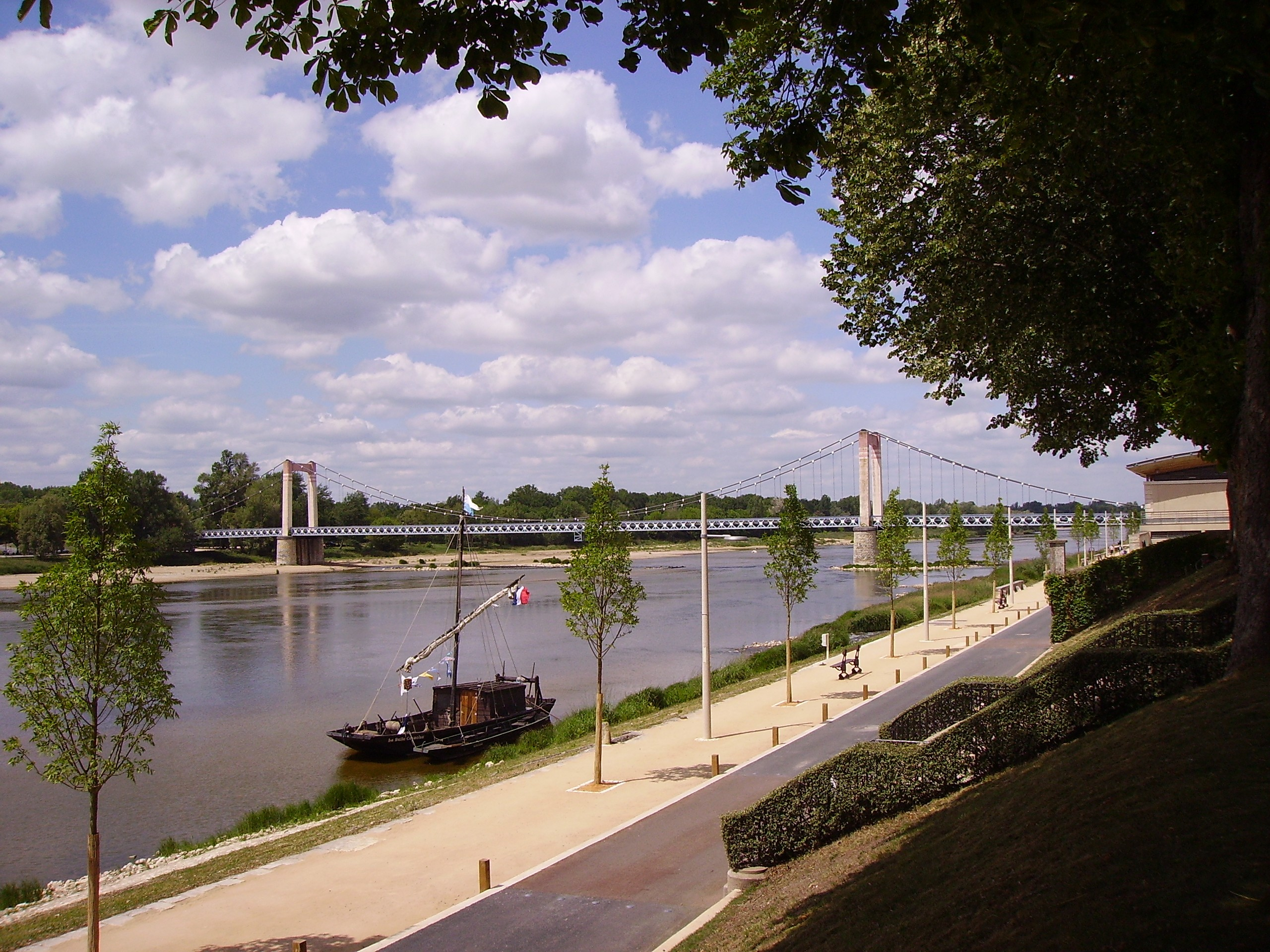
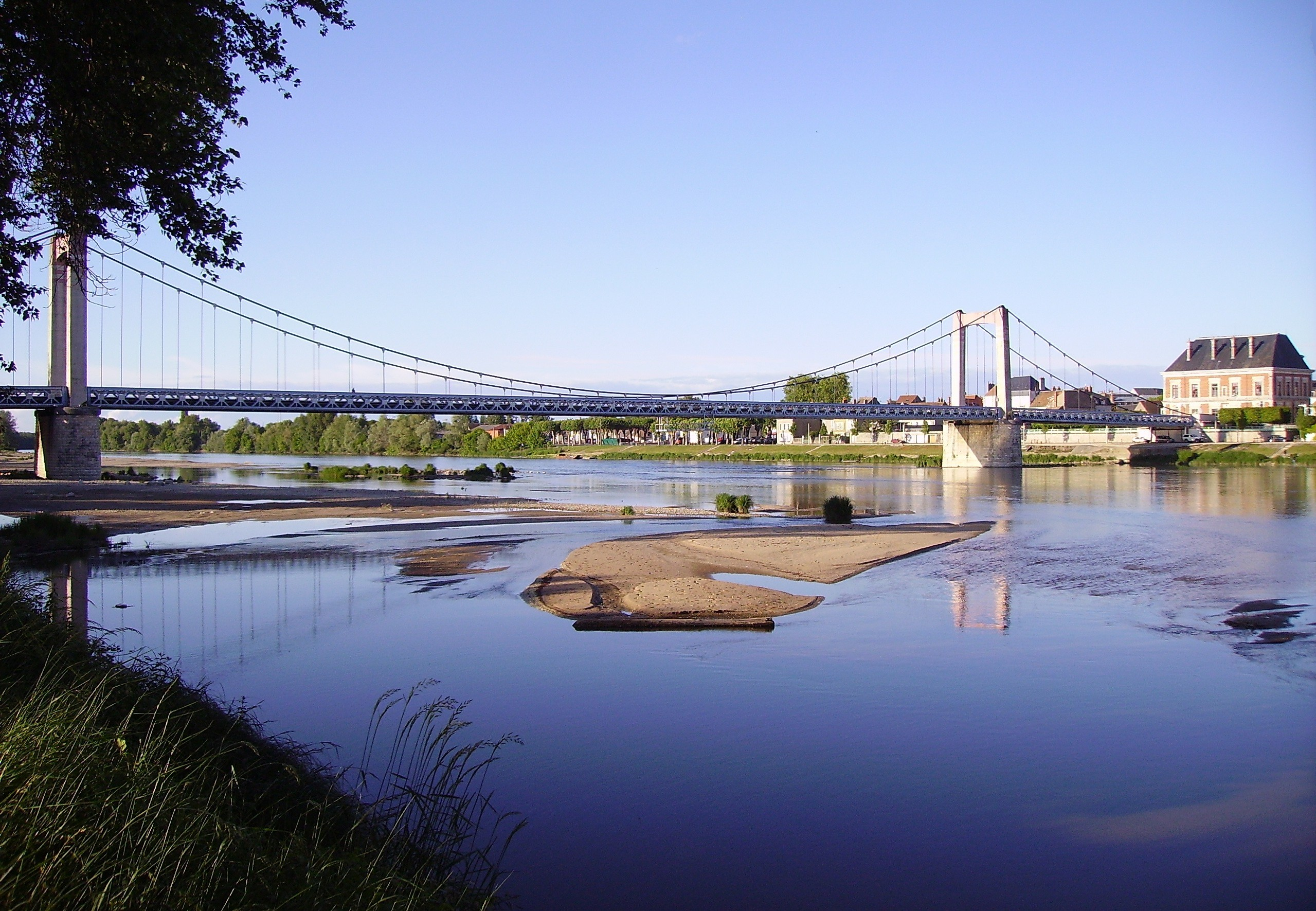
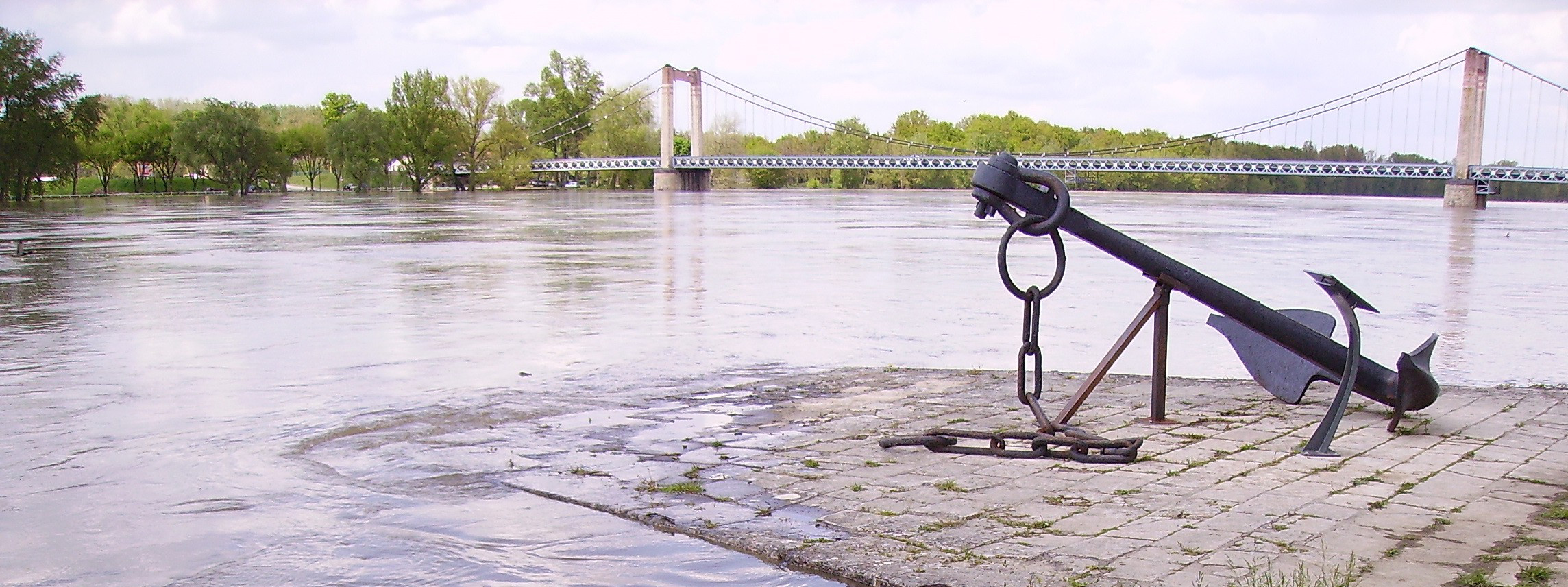
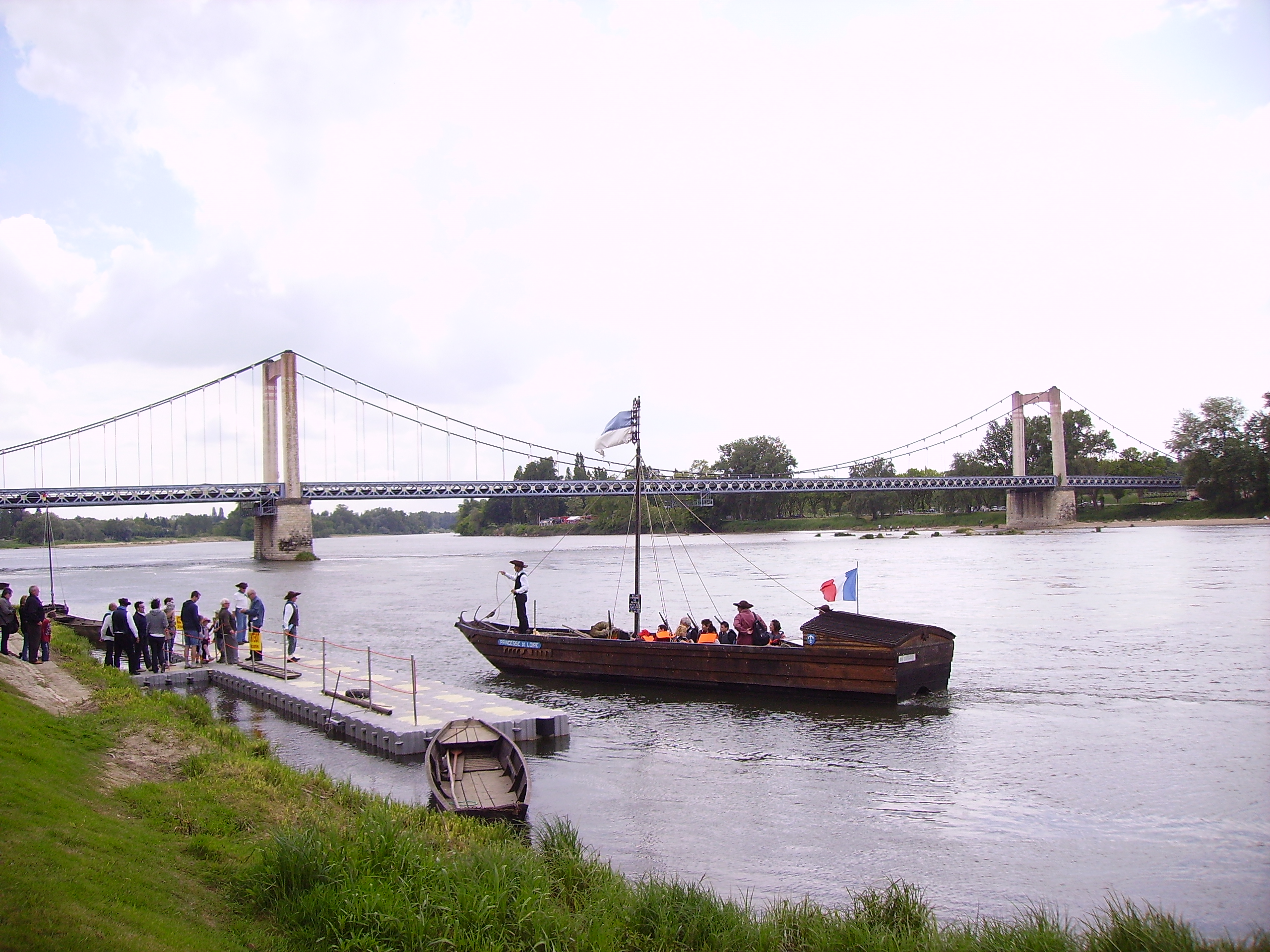
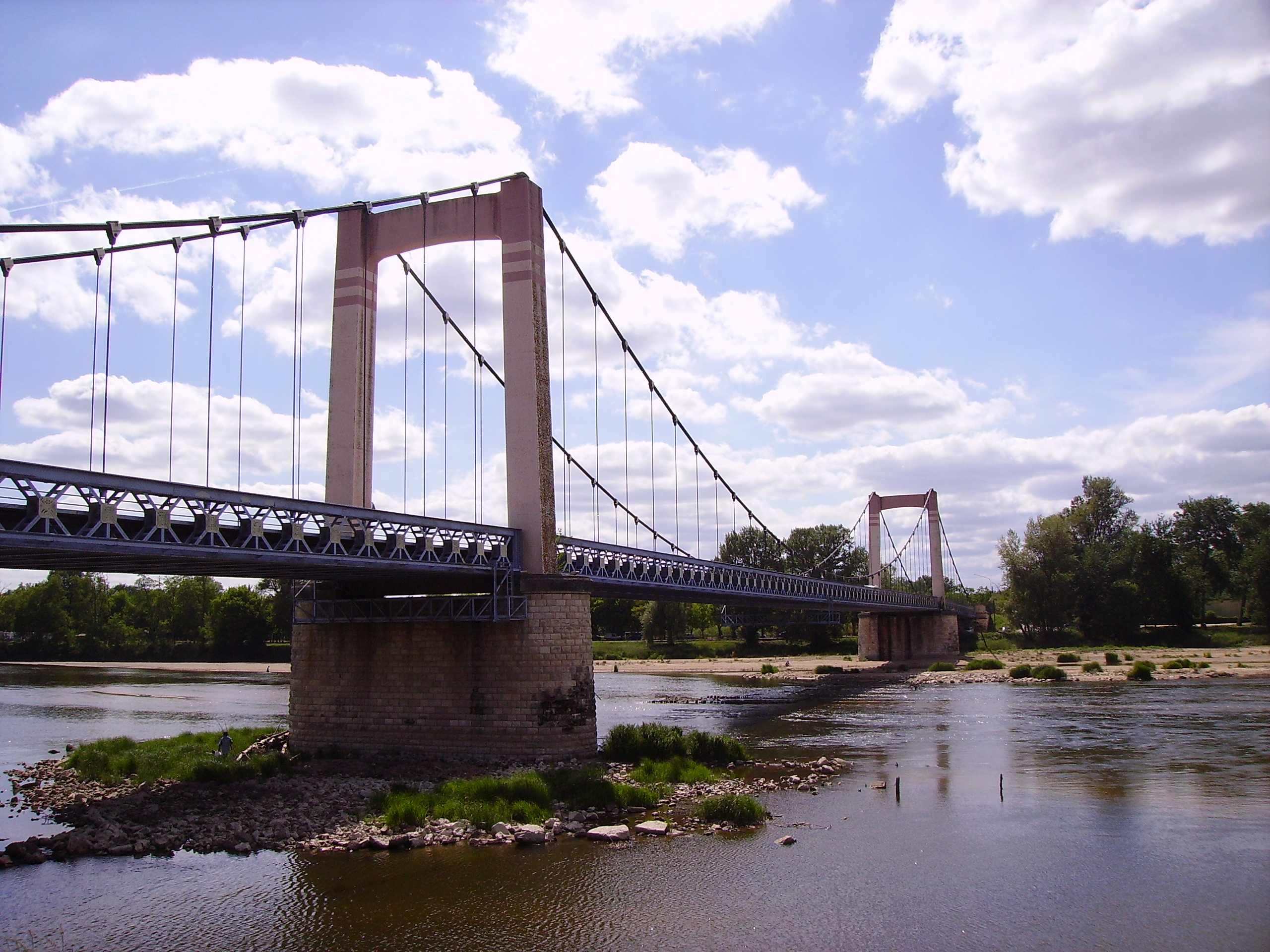
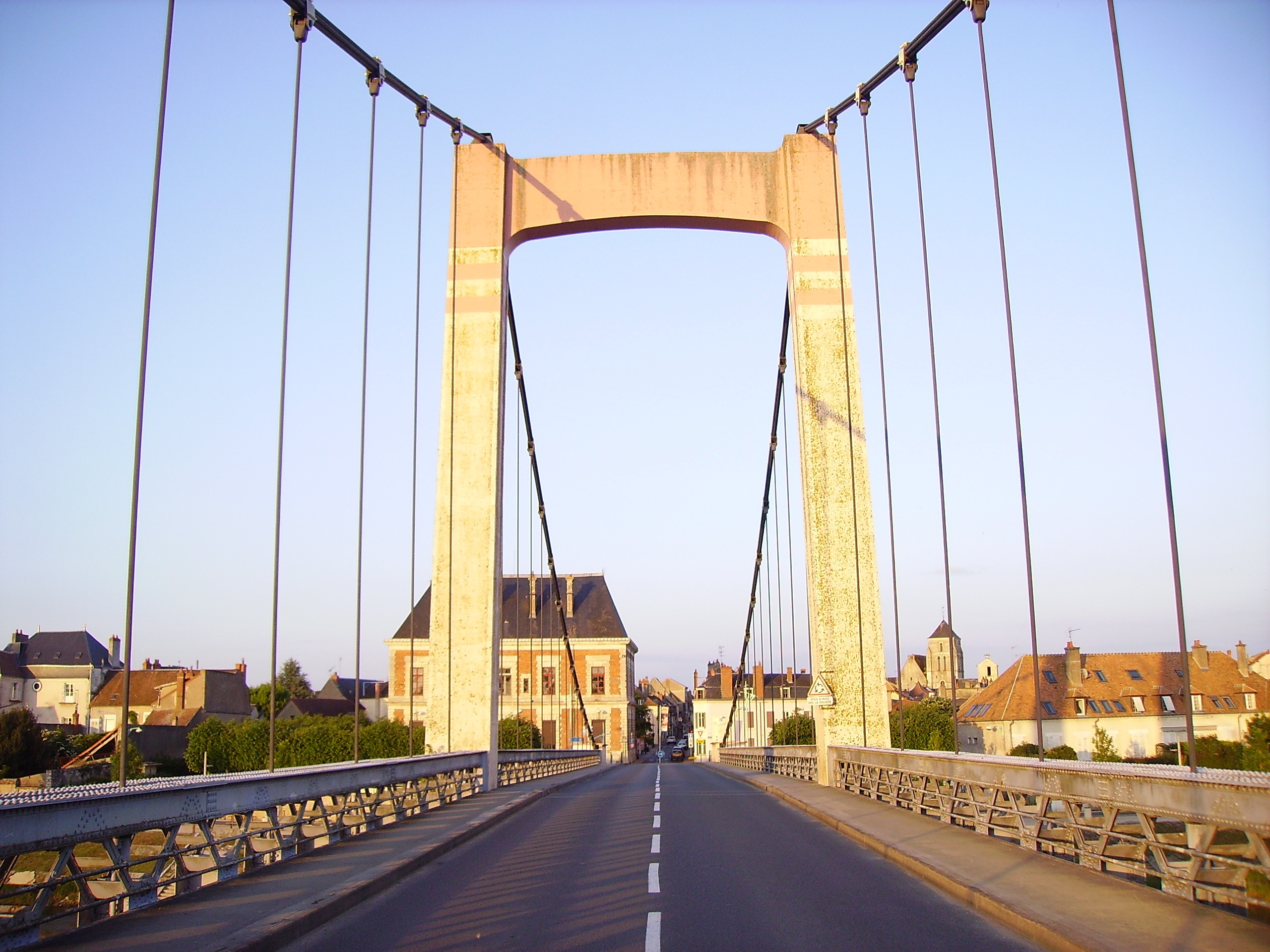